# Lista de porta-aviões dos Estados Unidos

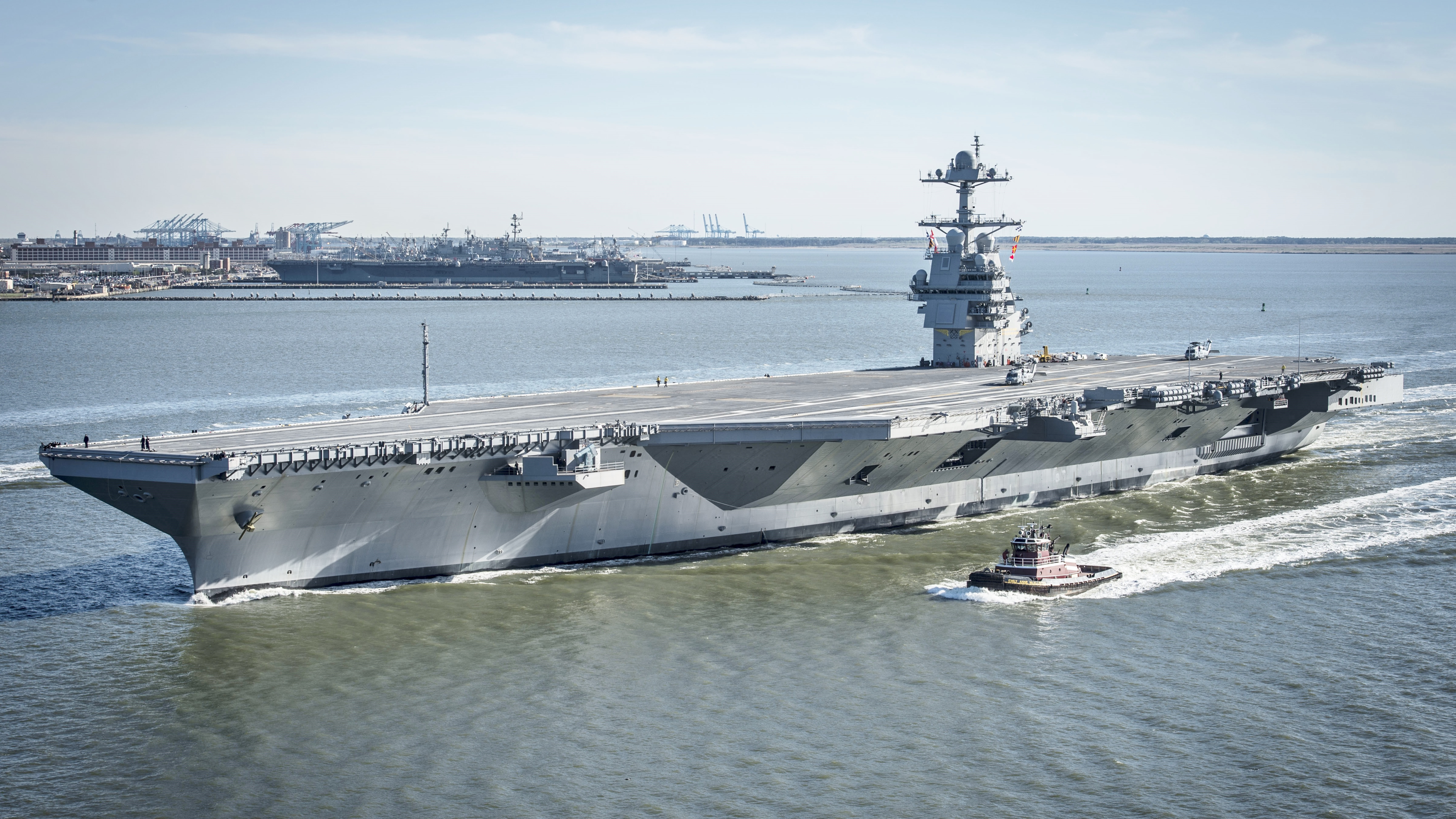
O USS Gerald R. Ford, o porta-aviões mais novo da frota norte-americana

Nesta lista estão relacionados os porta-aviões da Marinha dos Estados Unidos. Porta-aviões são navios de guerra que atuam como base para aeronaves embarcadas. Na Marinha dos Estados Unidos, esses navios são classificados com as seguintes siglas: CVA (porta-aviões de ataque), CVB (porta-aviões de grande porte), CVL (porta-aviões leves), CVN (porta-aviões de propulsão nuclear). A partir da classe Forrestal, (CV-59 até o presente), todas os navios comissionados foram classificadas como supercarriers.
O primeiro porta-aviões encomendado pela Marinha dos Estados Unidos foi o USS Langley (CV-1) em 20 de março de 1922. O Langley (originalmente encomendado como USS Jupiter (AC-3) foi um navio caça-minas da classe Proteus convertido em porta-aviões. Na sequência foram construídos navios da classe Lexington, o USS Ranger (foi a primeira embarcação construída especificamente como porta-aviões), depois vieram os navios da classe Yorktown. Essas classes formam incorporadas a frota dos Estados Unidos antes da Segunda Guerra Mundial.
Com a Segunda Guerra Mundial se aproximando, mais duas classes de porta-aviões foram encomendadas pelo presidente Franklin Roosevelt: a classe Essex e a classe Independence, classificada como porta-aviões leves. Entre essas duas classes, 35 navios foram concluídos. Durante esse período, a Marinha também comprou dois navios de treinamento, USS Wolverine e o USS Sable.
Durante o período da Guerra Fria foram desenvolvidas duas novas classes de porta-aviões: Classe Midway (3 navios) e Classe Saipan (2 navios). Durante este período, em função a política do governo de Harry S. Truman de reduzir a Marinha dos Estados Unidos e em particular, a força aérea embarcada, foram canceladas a construção de 8 novos navios, além de sucateado um outro da Classe United States cuja construção não foi concluída. Esta política foi revista após um clamor público e e ações Congresso Nacional dos Estados Unidos.
Ainda durante a Guerra Fria, foram construídos os primeiros supercarriers, começando pela classe Forrestal, seguida pela classe Kitty Hawk. O USS Enterprise (CVN-65) foi o primeiro porta-aviões com propulsão nuclear e o USS John F. Kennedy (CV-67), o último supercarrier convencional. Na sequencia foram operacionalizado os navios da classe Nimitz e os nucleares da classe Gerald R. Ford todos em serviço ativo. O  USS Gerald R. Ford (CVN-78) foi lançado em outubro de 2013 sendo o primeiro da classe Ford com dez navios previstos. O USS John F. Kennedy (CVN-79) foi lançado em outubro de 2019 e o USS Enterprise (CVN-80) está em construção.
| Areronaves      | Número de aeronaves que podia transportar                 |
| Deslocamento    | Deslocamento do navio totalmente carregado                |
| Propulsão       | Número e tipo do sistema de propulsão e velocidade máxima |
| Batimento       | Data em que o batimento de quilha ocorreu                 |
| Lançamento      | Data em que o navio foi lançado ao mar                    |
| Comissionamento | Data em que o navio foi comissionado em serviço           |
| Destino         | Fim que o navio teve                                      |

## USSLangley

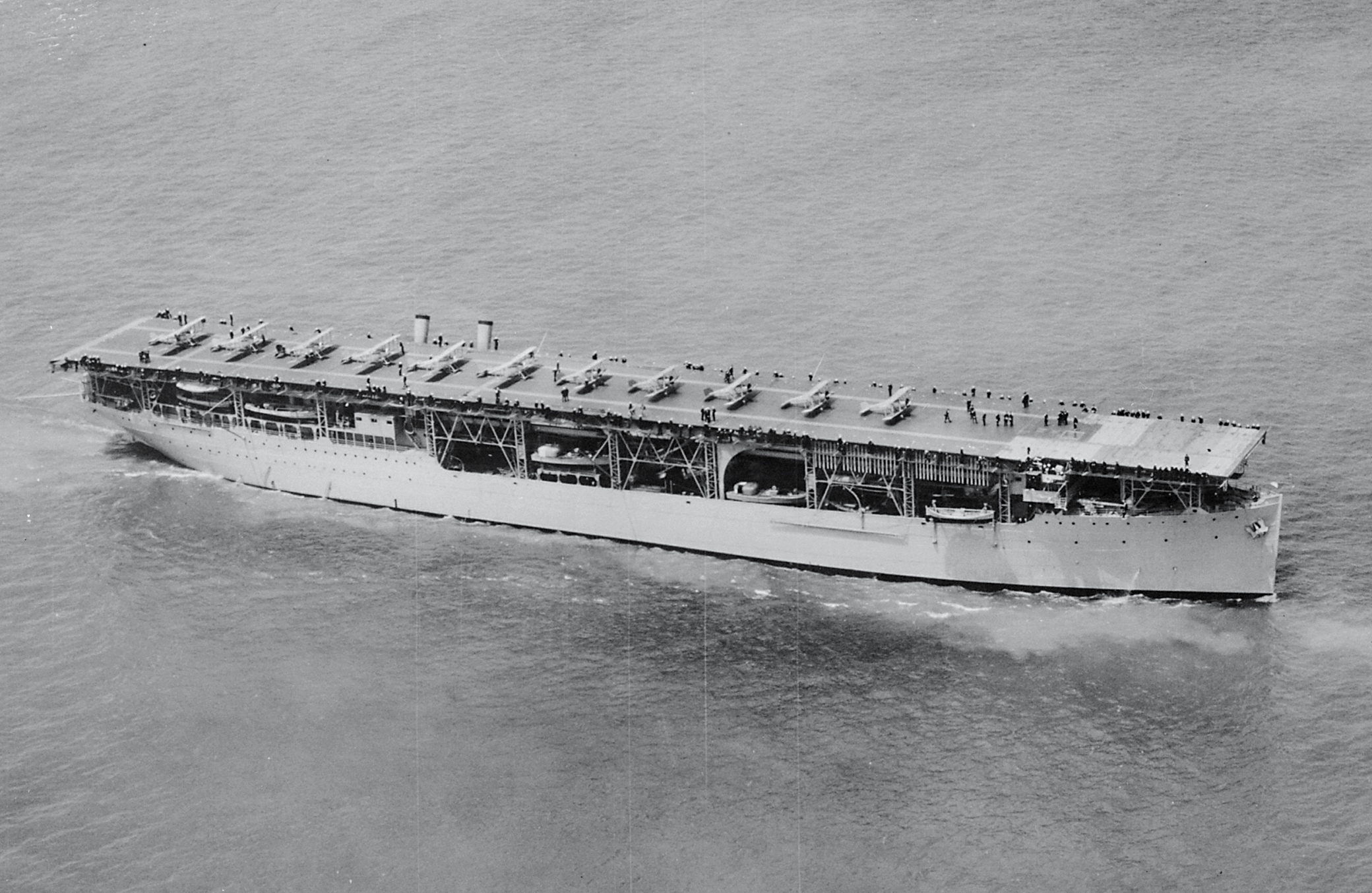
O Langley em 1927

| Navio       | Aeronaves | Deslocamento | Propulsão                                              | Serviço         | Serviço        | Serviço         | Serviço          |
| Navio       | Aeronaves | Deslocamento | Propulsão                                              | Batimento       | Lançamento     | Comissionamento | Destino          |
| ----------- | --------- | ------------ | ------------------------------------------------------ | --------------- | -------------- | --------------- | ---------------- |
| USS Langley | 36        | 12 900 t     | 1 turbo-gerador; 2 motores elétricos; 15 nós (28 km/h) | outubro de 1911 | agosto de 1912 | março de 1922   | Afundado em 1942 |

## ClasseLexington

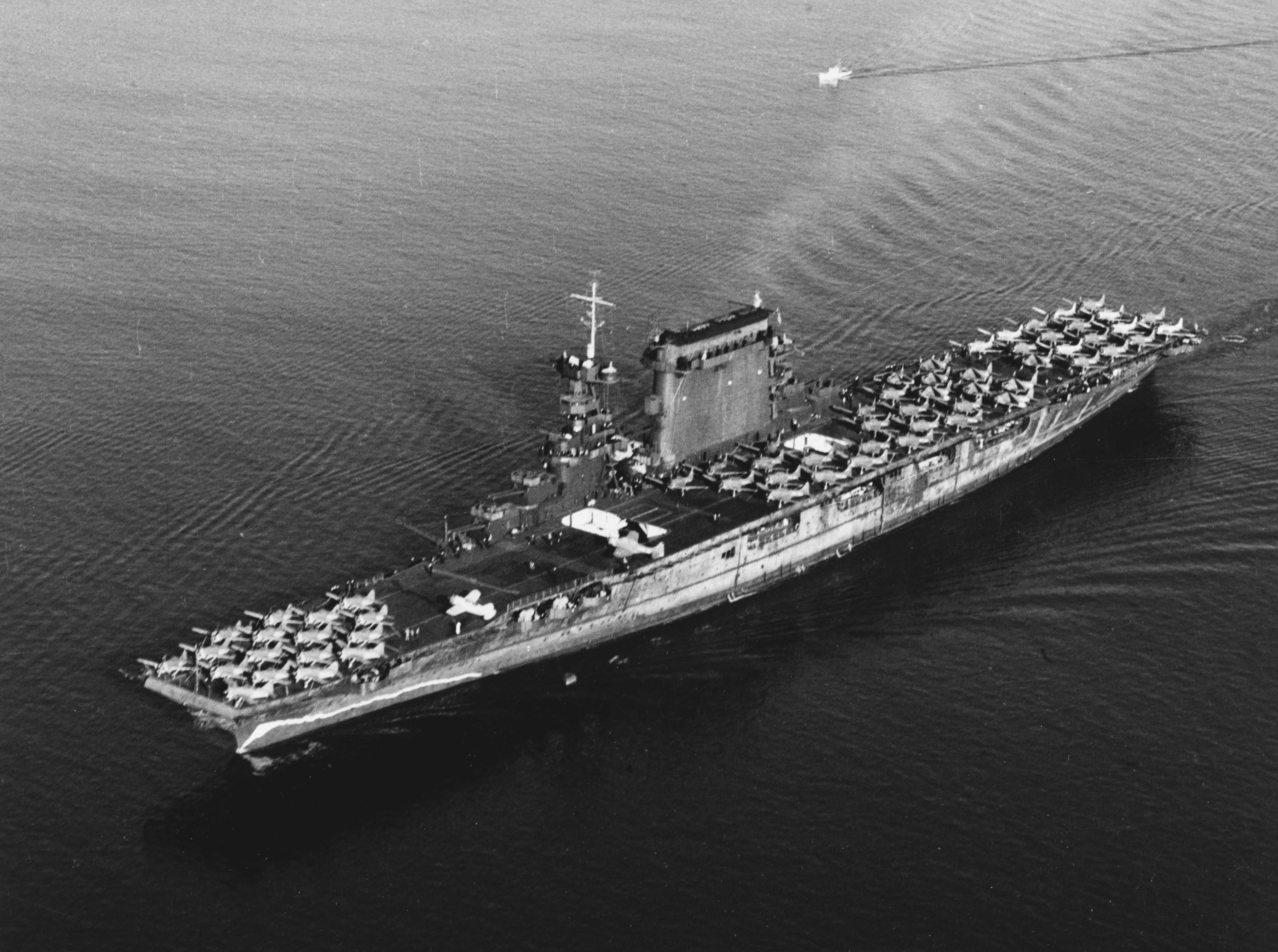
O Lexington em 1941

| Navio         | Aeronaves | Deslocamento | Propulsão                                                  | Serviço          | Serviço         | Serviço          | Serviço          |
| Navio         | Aeronaves | Deslocamento | Propulsão                                                  | Batimento        | Lançamento      | Comissionamento  | Destino          |
| ------------- | --------- | ------------ | ---------------------------------------------------------- | ---------------- | --------------- | ---------------- | ---------------- |
| USS Lexington | 90        | 43 745 t     | 4 turbo-geradores; 8 geradores elétricos; 34 nós (63 km/h) | janeiro de 1921  | outubro de 1925 | dezembro de 1927 | Afundado em 1942 |
| USS Saratoga  | 90        | 43 745 t     | 4 turbo-geradores; 8 geradores elétricos; 34 nós (63 km/h) | setembro de 1920 | abril de 1925   | novembro de 1927 | Afundado em 1946 |

## USSRanger

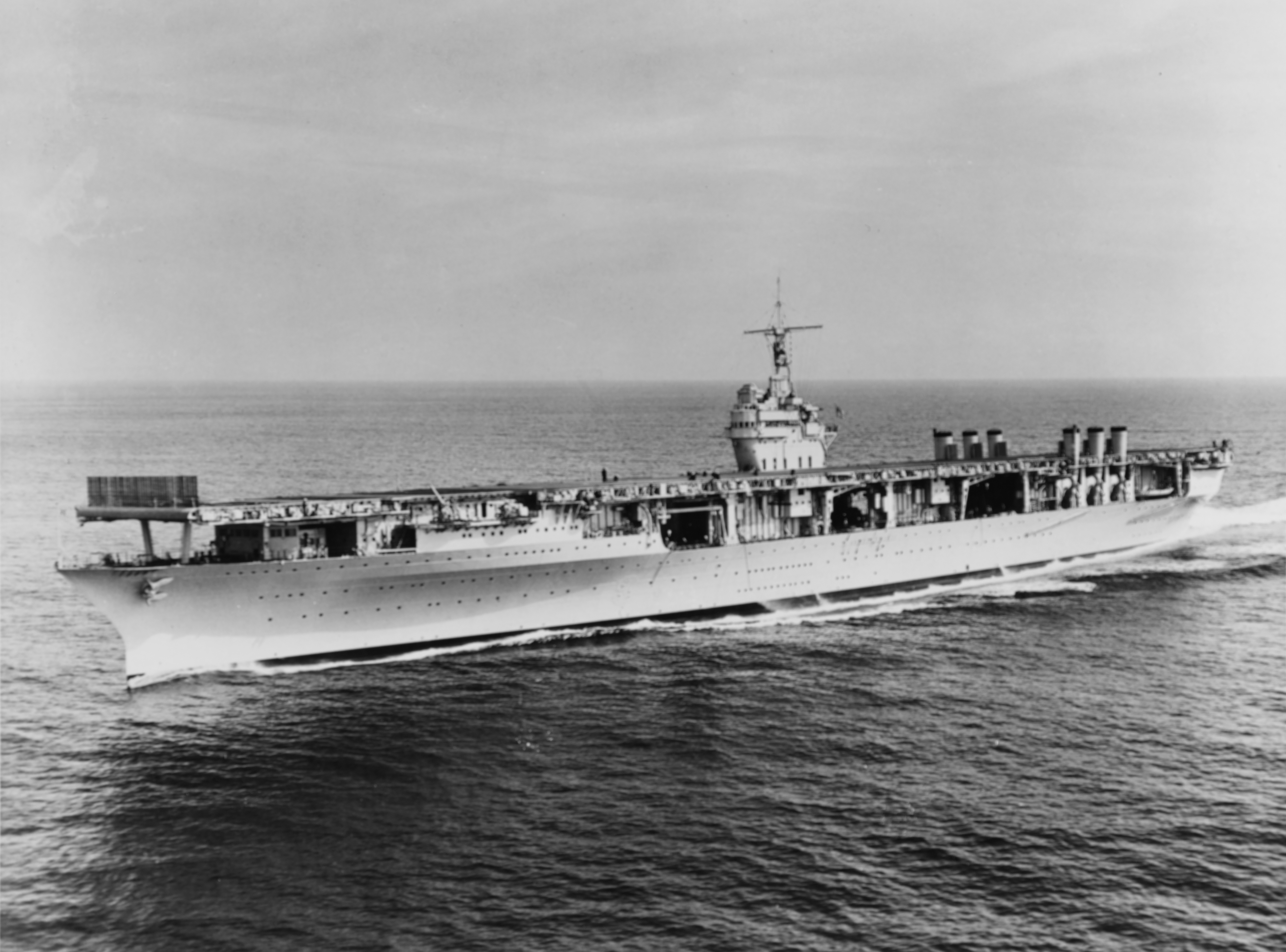
O Ranger c. 1938

| Navio      | Aeronaves | Deslocamento | Propulsão                            | Serviço          | Serviço           | Serviço         | Serviço            |
| Navio      | Aeronaves | Deslocamento | Propulsão                            | Batimento        | Lançamento        | Comissionamento | Destino            |
| ---------- | --------- | ------------ | ------------------------------------ | ---------------- | ----------------- | --------------- | ------------------ |
| USS Ranger | 86        | 17 860 t     | 2 turbinas a vapor; 29 nós (54 km/h) | setembro de 1931 | fevereiro de 1933 | junho de 1934   | Desmontado em 1947 |

## ClasseYorktown

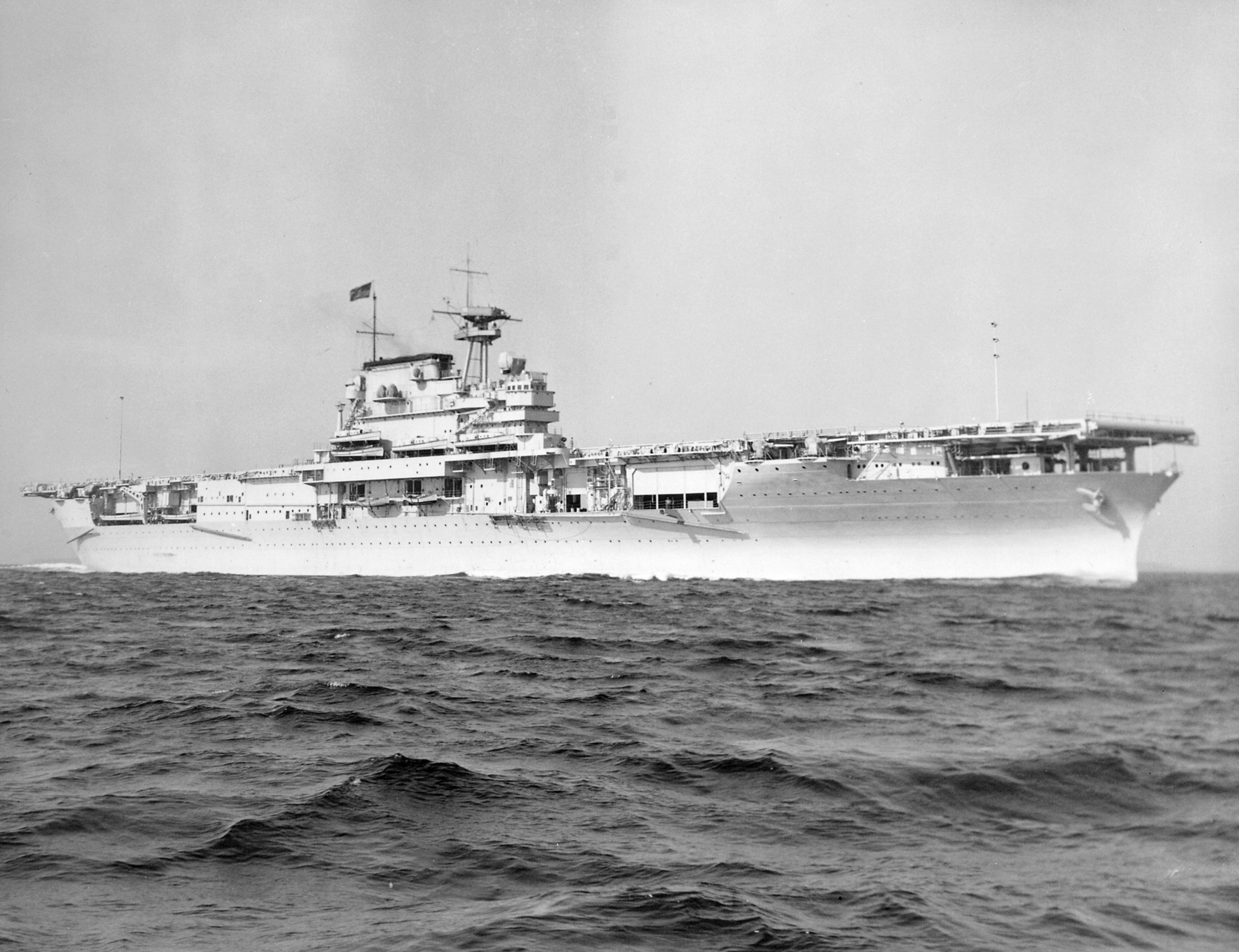
O Yorktown em 1937

| Navio          | Aeronaves | Deslocamento | Propulsão                            | Serviço          | Serviço          | Serviço          | Serviço            |
| Navio          | Aeronaves | Deslocamento | Propulsão                            | Batimento        | Lançamento       | Comissionamento  | Destino            |
| -------------- | --------- | ------------ | ------------------------------------ | ---------------- | ---------------- | ---------------- | ------------------ |
| USS Yorktown   | 90        | 25 900 t     | 4 turbinas a vapor; 32 nós (59 km/h) | maio de 1934     | abril de 1936    | setembro de 1937 | Afundado em 1942   |
| USS Enterprise | 90        | 25 900 t     | 4 turbinas a vapor; 32 nós (59 km/h) | julho de 1934    | outubro de 1936  | maio de 1938     | Desmontado em 1958 |
| USS Hornet     | 90        | 25 900 t     | 4 turbinas a vapor; 32 nós (59 km/h) | setembro de 1939 | dezembro de 1940 | outubro de 1941  | Afundado em 1942   |

## USSWasp

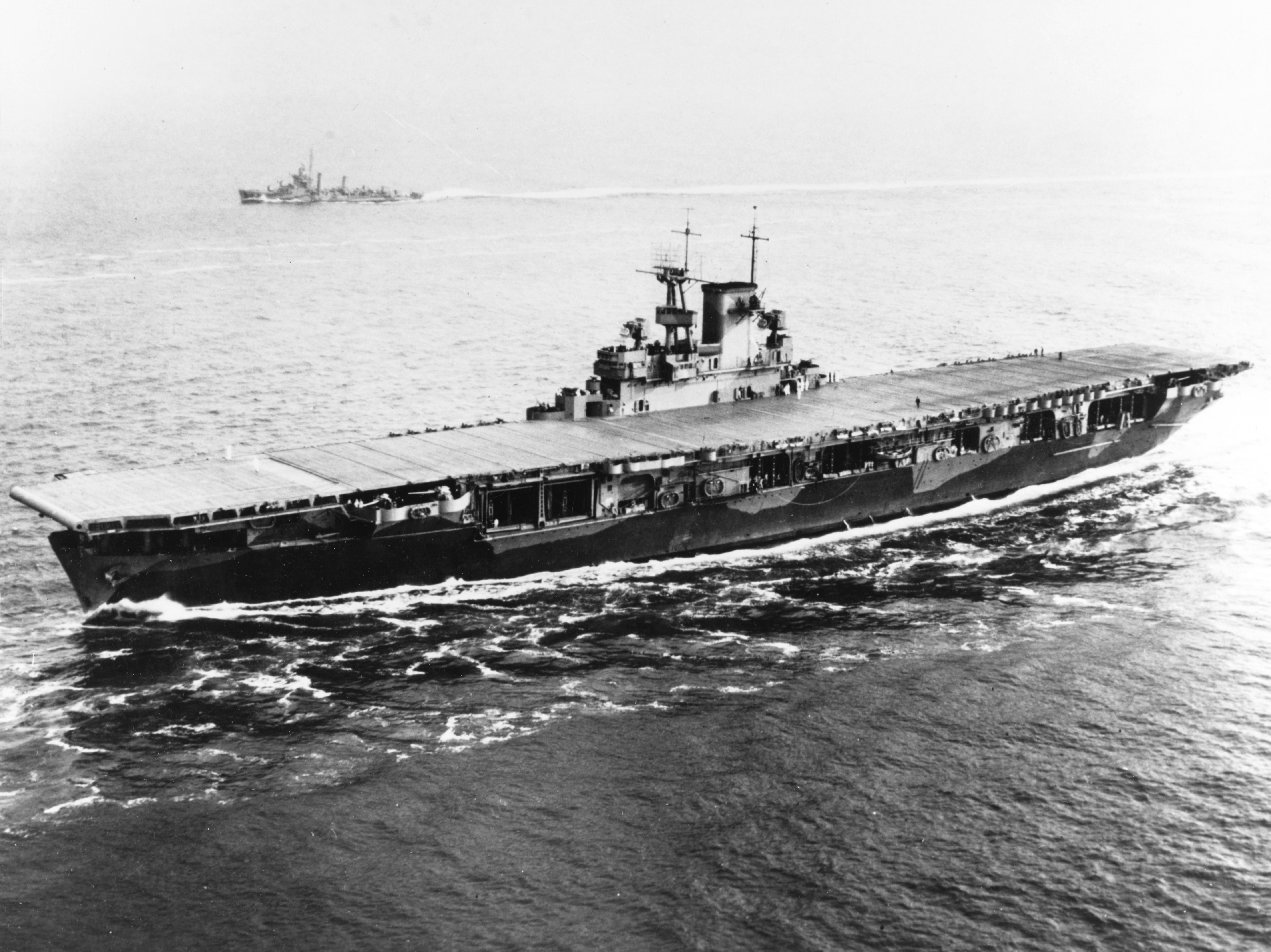
O Wasp em 1942

| Navio    | Aeronaves | Deslocamento | Propulsão                            | Serviço       | Serviço       | Serviço         | Serviço          |
| Navio    | Aeronaves | Deslocamento | Propulsão                            | Batimento     | Lançamento    | Comissionamento | Destino          |
| -------- | --------- | ------------ | ------------------------------------ | ------------- | ------------- | --------------- | ---------------- |
| USS Wasp | 90        | 19 425 t     | 2 turbinas a vapor; 29 nós (54 km/h) | abril de 1936 | abril de 1939 | abril de 1940   | Afundado em 1942 |

## Porta-aviões
| #               | Nome                  | Imagem | Comissionamento                             | Classe                                       | Ocorrências |
| --------------- | --------------------- | ------ | ------------------------------------------- | -------------------------------------------- | --- |
| CV-9 b)         | Essex                 |        | 1942                                        | Classe Essex, líder de classe                | Vendido como sucata em 1 de junho de 1973 para o Serviço e propaganda de Defesa de Reutilização (DRMS). |
| CV-10 b)        | Yorktown              |        | 1943                                        | Classe Essex                                 | Transformado como museu flutuante desde 13 de outubro de 1975 em Charleston, EUA. |
| CV-11 b)        | Intrepid              |        | 1943                                        | Classe Essex                                 | Transformado em museu flutuante em Nova Iorque desde 1982. |
| CV-12 b)        | Hornet                |        | 1943                                        | Classe Essex                                 | Retirado de serviço em 1989. Foi doado à fundação The Aircraft Carrier Hornet e foi transformado em museu flutuante em 26 de maio de 1998. |
| CV-13 b)        | Franklin              |        | 1944                                        | Classe Essex                                 | Vendido como sucata em 10 de outubro de 1964. |
| CV-14 b)        | Ticonderoga           |        | 1944                                        | Classe Essex                                 | Vendido como sucata para o Serviço de Reutilização da Defesa e Marketing (DRMS) em 16 de novembro de 1973. |
| CV-15 b)        | Randolph              |        | 1944                                        | Classe Essex                                 | Vendido como sucata ao DRMS em 1 de abril de 1975. |
| CV-16 d)        | Lexington             |        | 1943                                        | Classe Essex                                 | Retirado por ser considerado sucata. Agora o porta-aviões está em um museu no Texas, EUA. |
| CV-17 b)        | Bunker Hill           |        | 1943                                        | Classe Essex                                 | Foi transformado em navio de teste na baía de San Diego em novembro de 1966 até novembro de 1972, desmontado em 1973. |
| CV-18 b)        | Wasp                  |        | 1943                                        | Classe Essex                                 | Foi entregue ao Serviço de Reutilização da Defesa e Marketing (DRMS) e foi desmontado em 21 de maio de 1973. |
| CV-19           | Hancock               |        | 1944                                        | Classe Essex                                 | Vendido como sucata para o DRMS em 1 de setembro de 1976. |
| CV-20 b)        | Bennington            |        | 1944                                        | Classe Essex                                 | Vendido como sucata em 12 de Janeiro de 1994 |
| CV-21 c)        | Boxer                 |        | 1945                                        | Classe Essex                                 | Vendido como sucata ao DRMS em 13 de março de 1971. |
| CVL-22          | Independence          |        | 1943                                        | Classe Independence "light aircraft carrier" | Afundado como o alvo de bombas nucleares em 29 de junho de 1951. |
| CVL-23          | Princeton             |        | 1943                                        | Classe Independence                          | Afundado numa batalha no mar de Sibuyan em outubro de 1944. |
| CVL-24          | Belleau Wood          |        | 1943                                        | Classe Independence                          | Vendido para a França entre 1953-1960. Retornou aos Estados Unidos em 1 de outubro de 1960 para ser vendido como sucata. |
| CVL-25          | Cowpens               |        | 1943                                        | Classe Independence                          | Vendido como sucata em 1 de novembro de 1959. |
| CVL-26          | Monterey              |        | 1943                                        | Classe Independence                          | Retirado de serviço em 1 de junho de 1970 para ser vendido como sucata em maio de 1971. |
| CVL-27          | Langley               |        | 1943                                        | Classe Independence                          | Vendido para a França em 19 de fevereiro de 1964. |
| CVL-28          | Cabot                 |        | 1943                                        | Classe Independence                          | Vendido para a Espanha em 30 de agosto de 1967 e retornado aos EUA em 1989 pelo serviço da marinha americana até 10 se setembro de 1999 quando foi desmontado. |
| CVL-29          | Bataan                |        | 1943                                        | Classe Independence                          | Vendido como sucata em Maio de 1961. |
| CVL-30          | San Jacinto           |        | 1943                                        | Classe Independence                          | Vendido como sucata em 15 de dezembro de 1971 para National Metal and Steel Co. |
| CV-31 b)        | Bon Homme Richard     |        | 1944                                        | Classe Essex                                 | Desmontado em 4 de fevereiro de 1992. |
| CV-32 b)        | Leyte                 |        | 1946                                        | Classe Essex                                 | Vendido como sucata em 1 de junho de 1969. |
| CV-33 b)        | Kearsarge             |        | 1946                                        | Classe Essex                                 | Vendido como sucata ao DRMS em 1 de março de 1974. |
| CV-34           | Oriskany              |        | 1950                                        | Classe Essex                                 | Foi vendido em 1989 e retornou para a Marinha em 1995, foi vendido como sucata em 30 de julho de 1997. Depois transformado em Museu Oriskany na cidade de Pensacola no estado americano da Florida. Em 2004 autorizado por leis locais foi transformando em recife artificial na costa do Golfo do México. |
| CV-35           | Reprisal              |        | Construção cancelada (11 de agosto de 1945) | Classe Essex                                 | |
| CV-36 b)        | Antietam              |        | 1945                                        | Classe Esssex                                | Vendido como sucata ao DRMS em 1 de dezembro de 1973. |
| CV-37 c)        | Princeton             |        | 1945                                        | Classe Essex                                 | Vendido como sucata em 30 de janeiro de 1970. |
| CV-38 b)        | Shangri-la            |        | 1944                                        | Classe Essex                                 | Vendido como sucata em 9 de agosto de 1988 |
| CV-39 b)        | Lake Champlain        |        | 1945                                        | Classe Essex                                 | Vendido como sucata ao DRMS em 28 de abril de 1972. |
| CV-40 b)        | Tarawa                |        | 1945                                        | Classe Essex                                 | Vendido como sucata em 1 de junho de 1967. |
| CVB-41 a)       | Midway                |        | 1945                                        | Classe Midway, líder de classe               | Retirado de serviço em 17 de março de 1997. Rebocado para a baía de San Diego, foi transformado em museu flutuante em 5 de janeiro de 2004. |
| CVB-42 a)       | Franklin D. Roosevelt |        | 1945                                        | Classe Midway                                | Vendido como sucata ao DRMS em 1 de abril de 1978. |
| CVB-43 a)       | Coral Sea             |        | 1947                                        | Classe Midway                                | Vendido como sucata para o DRMS em 7 de maio de 1993. |
| CV-44           |                       |        | Construção cancelada                        | Classe Midway                                | Construção cancelada |
| CV-45 c)        | Valley Forge          |        | 1946                                        | Classe Essex                                 | Vendido como sucata em 29 de outubro de 1971 para a Nicolai Joffre Corp. |
| CV-46           | Iwo Jima              |        | Construção cancelada (11 de agosto, 1945)   | Classe Essex                                 | Construção cancelada |
| CV-47 b)        | Philippine Sea        |        | 1946                                        | Classe Essex                                 | Retirado de serviço em 1 de dezembro de 1969. Desmontado. |
| CVL-48          | Saipan                |        | 1946                                        | Classe Saipan, líder de classe               | Teve o nome mudado para Arlington 8 em abril de 1965 e serviu como navio de comunicações. Foi vendido ao DRMS em 6 de junho de 1976. |
| CVL-49          | Wright                |        | 1946                                        | Classe Saipan                                | Foi transformado em navio de comando. Vendido como sucata ao DRMS em 1 de agosto de 1980. |
| CVB-50 a CVB-55 |                       |        | Construção cancelada                        | Classe Essex                                 | Construção cancelada |
| CV-56 & CV-57   |                       |        | Construção cancelada                        | Classe Midway                                | Construção cancelada |
| CVA-58          | United States         |        | Construção cancelada (18 de abril, 1949     | Classe United States, líder de classe        | Construção cancelada |
| CV-59           | Forrestal             |        | 1955                                        | Classe Forrestal, líder de classe            | Vendido como sucata em outubro de 2013 |
| CV-60           | Saratoga              |        | 1956                                        | Classe Forrestal                             | Vendido como sucata 8 de maio de 2014 |
| CV-61           | Ranger                |        | 1957                                        | Classe Forrestal                             | Vendido como sucata em 22 de dezembro de 2014 |
| CV-62           | Independence          |        | 1959                                        | Classe Forrestal                             | Previsto sucateamento |
| CV-63           | Kitty Hawk            |        | 1961                                        | Classe Kitty Hawk, líder de classe           | Descomissionado em 12 de Maio de 2009 |
| CV-64           | Constellation         |        | 1961                                        | Classe Kitty Hawk                            | Descomissionado em 7 de Agosto de 2003 |
| CVN-65          | Enterprise            |        | 1961                                        | Classe Enterprise, líder de classe           | Descomissionado em 1 de dezembro de 2012 |
| CV-66           | America               |        | 1965                                        | Classe Kitty Hawk                            | Afundado. Utilizado como alvo. |
| CV-67           | John F. Kennedy       |        | 1968                                        | Classe Kitty Hawk                            | Descomissionado. Ancorado em Naval Station Norfolk (NOB). |
| CVN-68          | Nimitz                |        | 1975                                        | Classe Nimitz, líder de classe               | Em operação |
| CVN-69          | Dwight D. Eisenhower  |        | 1977                                        | Classe Nimitz                                | Em operação |
| CVN-70          | Carl Vinson           |        | 1981                                        | Classe Nimitz                                | Em operação |
| CVN-71          | Theodore Roosevelt    |        | 1986                                        | Classe Nimitz                                | Em operação |
| CVN-72          | Abraham Lincoln       |        | 1989                                        | Classe Nimitz                                | Em operação |
| CVN-73          | George Washington     |        | 1992                                        | Classe Nimitz                                | Em operação |
| CVN-74          | John C. Stennis       |        | 1995                                        | Classe Nimitz                                | Em operação |
| CVN-75          | Harry S. Truman       |        | 1998                                        | Classe Nimitz                                | Em operação |
| CVN-76          | Ronald Reagan         |        | 2003                                        | Classe Nimitz                                | Em operação |
| CVN-77          | George H. W. Bush     |        | 2010                                        | Classe Nimitz                                | Em operação |
| CVN-78          | Gerald R. Ford        |        | 2017                                        | Classe Gerald R. Ford, líder de classe       | Em operação |
| CVN-79          | John F. Kennedy       |        | 2022                                        | Classe Gerald R. Ford                        | Em teste |
| CVN-80          | Enterprise            |        | 2027                                        | Classe Gerald R. Ford                        | Em construção |
| CVN-81          | Doris Miller          |        | 2030                                        | Classe Gerald R. Ford                        | Planejado |

Códigos
- navios descomissionados
- construção cancelada
- navios em serviço ativo
- navios em construção ou em testes
- navios encomendados

## Navios para treinamento
Durante a Segunda Guerra Mundial, a Marinha dos Estados Unidos comprou dois vapores com rodas laterais que navegavam nos Grandes Lagos e os converteu em navios de treinamento. Ambas as embarcações foram designadas com a classificação de IX (diversos/não classificados). Estas embarcações não possuíam conveses, elevadores ou armamentos. O papel desses navios era o treinamento de pilotos para decolagens e aterrissagens. Juntos, o Sable e o Wolverine foram utilizados para o treinamento de 17.820 pilotos em 116.000 pousos.
| #     | Nome      | Imagem | Comissionamento      | Classe | Ocorrências                                                |
| ----- | --------- | ------ | -------------------- | ------ | ---------------------------------------------------------- |
| IX-64 | Wolverine |        | 12 de agosto de 1942 | IX     | Desmontado em 1947 em Milwaukee, Wisconsin, Estados Unidos |
| IX-81 | Sable     |        | 8 de maio de 1943    | IX     | Desmontado em 1948 in Hamilton, Ontario, Canada            |